# Projekt 2025
Projekt 2025 (znan tudi kot Projekt predsedniške tranzicije 2025 ) je politični načrt za preoblikovanje ameriške zvezne vlade in utrditev izvršilne oblasti v korist desničarskih politik. Načrt je objavil Kevin Roberts iz fundacije Heritage, ameriškega nacionalistično - konservativnega možganskega trusta,  v pričakovanju zmage Republikanske stranke na ameriških predsedniških volitvah  aprila 2023.
Projekt, ki se je začel leta 2022, je bil namenjen krepitvi cilja zmage na ameriških predsedniških volitvah – čeprav udeleženci projekta niso mogli promovirati določene kandidature, obstaja veliko povezav s stališči, izjavami in načrti Donalda Trumpa in njegove predsedniške kampanje leta 2024. 
Načrt predvideva hiter prevzem celotne izvršilne veje oblasti ZDA v skladu z maksimalno različico teorije "unitarne izvršilne oblasti", po kateri naj bi predsednik Združenih držav imel absolutno oblast nad izvršilno vejo oblasti – takoj ko prevzame mesto predsednika. 

### Vodilne osebe
Kevin Roberts, predsednik fundacije Heritage, je projekt začel z namenom razvoja vladne agende. Vključuje približno 80 partnerjev, vključno z nevladno organizacijo (NVO) Turning Point USA, ki jo vodi Charlie Kirk,  Inštitutom za konservativno partnerstvo (CPI)  z nekdanjim Trumpovim vodjo kabineta Markom Meadowsom kot višjim partnerjem, Centrom za obnovo Amerike , ki se osredotoča na boj proti teoriji kritične rase in ga vodi nekdanji Trumpov direktor Urada za upravljanje in proračun Russell Vought, ter organizacijo America First Legal ("Pravično America First", glej MAGA ), ki jo vodi nekdanji Trumpov glavni politični svetovalec Stephen Miller.  

### Načrti
Kevin Roberts, predsednik fundacije Heritage, je projekt začel z namenom razvoja vladne agende. Vključuje približno 80 partnerjev, vključno z nevladno organizacijo (NVO) Turning Point USA, ki jo vodi Charlie Kirk,  Inštitutom za konservativno partnerstvo (CPI)  z nekdanjim Trumpovim vodjo kabineta Markom Meadowsom kot višjim partnerjem, Centrom za obnovo Amerike , ki se osredotoča na boj proti teoriji kritične rase in ga vodi nekdanji Trumpov direktor Urada za upravljanje in proračun Russell Vought, ter organizacijo America First Legal ("Pravnik za  America First", glej MAGA), ki jo vodi nekdanji Trumpov glavni politični svetovalec Stephen Miller.  
Plan si med drugim prizadeva po volitvah v ameriško prestolnico Washington, DC, rekrutirati ljudi, posebej izbrane glede na politične vidike, da bi nadomestili približno 50.000 od približno 2,9 milijona zveznih javnih uslužbencev po vsej državi, ki so opisani kot člani globoke države ("država v državi"), ker se v Trumpovem prvem mandatu niso izkazali za skladne.    Ko se je oblast preusmerila iz ene stranke v drugo, je bilo prej običajno, da se je zamenjalo "le" približno 4000 političnih uradnikov. 
Washington Post je novembra 2023, pri čemer se je skliceval na anonimni vir, poročal, da bo Projekt 2025 ob inavguraciji vključeval takojšnjo uporabo Zakona o vstaji iz leta 1807, da bi se ameriška vojska uporabila za notranje pregone, ameriško ministrstvo za pravosodje pa bi moralo preganjati Trumpove nasprotnike. 
Vodja projekta Paul Dans, nekdanji uradnik Trumpove administracije, je septembra 2023 dejal, da se projekt "sistematično pripravlja na nastop oblasti, s seboj pa prinaša novo vojsko [ideološko] usklajenih, usposobljenih in v bistvu oboroženih konservativcev, pripravljenih na boj proti globoki državi." 
Kevin Roberts je komentiral sodbo vrhovnega sodišča v zadevi Trump proti Združenim državam Amerike, izrečeno v začetku julija 2024, ki je dala "svobodo oblikovanja politik, ne da bi morali trikrat preveriti vsako odločitev, ki jo sprejmejo v svoji uradni vlogi". Izjavil je tudi: "Kmalu bomo priča drugi ameriški revoluciji, ki bo ostala brez krvi, če bo levica to dovolila." 
Načrti za projekt so v bistvu predstavljeni v knjigi političnih priporočil z naslovom Mandat za vodstvo: Konservativna obljuba (ur. Paul Dans in Steven Groves, predgovor Kevina Robertsa) in spremljajoči zbirki podatkov o osebju, ki je odprta za (samo)registracijo. Na primer, na voljo sta spletni tečaj z imenom Akademija za predsedniško upravo in vodnik za razvoj načrtov prehoda.
Po besedah Russella Voughta bo druga faza projekta sestavljena iz priprave konkretnih izvršnih odlokov in direktiv za uresničitev začrtanih ciljev, ki bi jih lahko podpisali prvi dan Trumpovega predsedovanja. 
Projekt 2025 ima približno 22 milijonov dolarjev financiranja. 

### Vsebina
Cilji in premisleki so opisani v knjigi »Mandat za vodstvo: Konzervativna obljuba«.  1. razdelek Projekta 2025 ima naslov »Prevzem vajeti vlade«. 1. del o »Pisarni v Beli hiši« je napisal Rick Dearborn, nekdanji namestnik vodje kabineta Donalda Trumpa v Beli hiši.  

### Odziv
Agenda je bila obtožena kršenja demokratičnih načel in potencialnega vodenja v diktaturo.  Odzivi na načrt so vključevali označevanje za avtoritarnega ali avtoritarnega. Gre za Trumpov poskus vladanja kot diktator, kar je sam napovedal v intervjuju za Fox News decembra 2023.  Več pravnih strokovnjakov kritizira načrt, ker spodkopava delitev oblasti in koncept pravne države v Združenih državah. Poleg tega so načrt kritizirali tudi nekateri konservativci in republikanci, na primer v povezavi z zanikanjem podnebnih sprememb. 
Glede načrtovane zamenjave 50.000 od 2,9 milijona zveznih javnih uslužbencev je Donald Moynihan, profesor politologije na Univerzi Georgetown, dejal: »Trump in njegovi ljudje so se naučili, da je za nadzor vlade treba nadzorovati birokracijo.« Po Moynihanovih besedah se je Trump v svojem prvem mandatu pogosto upiral globoki državi, vendar nikoli ni zares obvladal zvezne birokracije z njenimi 2,9 milijona zaposlenimi. Ta napaka se ne sme ponoviti. 

### Pomen za Trumpa
Dokaz o delu fundacije Heritage je projekt »Mandat za vodstvo«, ki je bil napisan pred volitvami leta 2016 in vsebuje 334 priporočil. Eno leto po začetku Trumpovega prvega predsedovanja je fundacija Heritage objavila, da se 64 odstotkov teh priporočil že izvaja. V naslednjih letih je Trump pozval fundacijo Heritage k večji podpori pri oblikovanju svojih politik.  
Julija 2024 je Donald Trump na svojem družbenem omrežju Truth Social trdil, da o Projektu 2025 ne ve ničesar; od nekaterih načrtov se je kategorično distanciral, ne da bi navedel nadaljnje podrobnosti, in avtorjem zaželel veliko sreče. Predsednik Joe Biden pa je izjavil, da so Projekt 2025 napisali Trumpovi zavezniki za njegove namene.  Od 34 avtorjev jih je Trump v času svojega predsedovanja ZDA 31 imenoval ali nominiral za položaj v svoji administraciji.  Septembra 2024 je Trump med televizijsko debato s Kamalo Harris trdil, da Projekta 2025 ni nikoli prebral ter da načrta ne želi in ne bo prebral. 
Neodvisna ameriška novinarka Wendy Siegelman ocenjuje, da je najbolj verjeten razlog za Trumpovo očitno jezo zaradi Projekta 2025 ta, da načenja njegov ego in odvrača pozornost od njegove lastne Agende 47, ki se prekriva s številnimi cilji projekta: odpravo predpisov, podporo bogatim, zmanjšanje pravic civilne družbe ter krepitev moči izvršilne veje oblasti in njeno utrjevanje s Trumpovimi zvestimi privrženci.  Po mnenju Russella Voughta iz Centra za obnovo Amerike pa Trump podpira vsebino in osebje projekta, njegovo distanciranje od blagovne znamke in imena Projekt 2025 pa je zgolj posledica njegovega zelo nepriljubljenega javnega dojemanja. 

### Spletne povezave
- democracyforward.org: Ljudski vodnik po projektu 2025 (povzetek in protikampanja projektu)
- Sledilnik projekta 2025